# Patellapis trachyna
Patellapis trachyna is een vliesvleugelig insect uit de familie Halictidae. De wetenschappelijke naam van de soort is voor het eerst geldig gepubliceerd in 1997 door Pesenko & Wu.